# SCS Software
Az SCS Software s.r.o. cseh videójáték-fejlesztő cég, amely elsősorban szimulációs játékokat, így többek között az 18 Wheels of Steel és a Truck Simulator sorozatok tagjait készíti Microsoft Windows, macOS és Linux platformokra.

## Videójátékai

### Bus Driver
Az SCS 2007 márciusban megjelentette a Bus Driver című videojátékot. 2014-ben Bus Driver - Pocket Edition címen egy iOS-átirat is megjelent.

### 18 Wheels of Steel
Az 18 Wheels of Steel sorozat elsősorban Észak-Amerikára helyezi a hangsúlyt. A sorozat tagjait a 2002-ben megjelent Hard Truck: 18 Wheels of Steel és a 2011-ben megjelent 18 Wheels of Steel: Extreme Trucker 2. között a ValuSoft jelentette meg.

### Truck Simulator
A Truck Simulator sorozat első tagja a 2008-ban megjelent Euro Truck Simulator, melyet 2012-ben követett az utódja, a Euro Truck Simulator 2. Mindkét játék az európai országokra, így például az Egyesült Királyságra, Németországra, Csehországra, Luxemburgra, Olaszországra, Franciaországra, Belgiumra, Hollandiára, Ausztriára és Svájcra helyezi a hangsúlyt. Az SCS Software letölthető tartalmak (DLC) képében számos további helyszínt is hozzáadott a játékhoz. Az első ilyen csomag, a Going East! 2013 végén jelent meg és Magyarországot és Szlovákiát adta a játékhoz, valamint Lengyelországot is kibővítette. 2015. május 6-án egy másik csomag a skandináv országokat; Dániát, Norvégiát és Svédországot adta a játékhoz. A frissítés licencelt Mercedes-Benz-járműveket is tartalmazott. 2016. december 5-én ismét egy új letölthető tartalom jelent meg, amely a franciaországi városokat tartalmazza, az alap pályán lévő városokat újradolgozták. 2019-ben az 1.36-os frissítésben a Korzika is bekerült ebbe a csomagba. 2017. december 5-én, 1 évvel a Franciaországot tartalmazó letölthető tartalom után az „Italia” csomaggal ismét újabb területtel gazdagodott a Euro Truck Simulator 2. Itt is először az alap városokat dolgozták újra (Miláno, Torino, Verona, Velence), illetve egy teljes olasz pálya érkezett a játékba. A szicíliai rész is ebben a csomagban debütált. 2018 novemberében az 1.35-ös frissítésben belekerült a szardíniai sziget is a játékba. 2019. november 29-én a Balti régió államai is belekerültek a Euro Truck Simulator 2 térképébe, ami tartalmazza a terület országait és nagyobb városait, valamint Oroszország kis részét is. 2019-ben pedig megjelent a „Road to the Black Sea” letölthető tartalom, amely Romániát, Bulgáriát és  Törökország kis részét (Isztambulig) tartalmazza.
A Euro Truck Simulator sorozat sikere után az SCS bejelentette, hogy a sorozat következő tagja a 2016. február 2-án megjelenő American Truck Simulator lesz. Az American Truck Simulator Kalifornia, Nevada, Arizona, Új-Mexikó, Oregon, Washington és Utah államot fedi le. A játékban hivatalosan licencelt Peterbilt, Kenworth és Volvo gyártmányú amerikai és csőrös kamionok vannak. A játék a megjelenésekor Kaliforniát és Nevadát fedte le, melyeket 2016 júniusában egy ingyenes letölthető tartalom képében Arizona, majd 2017 novemberében egy fizetős kiegészítő képében Új-Mexikó követte. 2018 októberében Oregon is fizetős letölthető tartalomként jelent meg, melyet 2019 júniusában a szintén fizetős Washington, majd nem sokkal később 2019. november 7-én Utah követte. A további államok is szintén fizetős letölthető tartalmakként fognak megjelenni.

### A cég által fejlesztett játékok listája
| Cím                                      | Platform                       | Megjelenés           |
| ---------------------------------------- | ------------------------------ | -------------------- |
| Hunting Unlimited                        | Microsoft Windows              | 2001. szeptember 21. |
| Hard Truck: 18 Wheels of Steel           | Microsoft Windows              | 2002. augusztus 31.  |
| 18 Wheels of Steel: Across America       | Microsoft Windows              | 2003. szeptember 23. |
| Hunting Unlimited 2                      | Microsoft Windows              | 2003. szeptember 28. |
| Hunting Unlimited 3                      | Microsoft Windows              | 2004. augusztus 24.  |
| 18 Wheels of Steel: Pedal to the Metal   | Microsoft Windows              | 2004. augusztus 30.  |
| OceanDive                                | Microsoft Windows              | 2005. március 8.     |
| 18 Wheels of Steel: Convoy               | Microsoft Windows              | 2005. szeptember 6.  |
| Hunting Unlimited 4                      | Microsoft Windows              | 2006. szeptember 18. |
| 18 Wheels of Steel: Haulin’              | Microsoft Windows              | 2006. szeptember 18. |
| Bus Driver                               | Microsoft Windows, OS X, iOS   | 2007. március 22.    |
| Deer Drive                               | Microsoft Windows              | 2007. április 24.    |
| Hunting Unlimited 2008                   | Microsoft Windows              | 2007. szeptember 1.  |
| 18 Wheels of Steel: American Long Haul   | Microsoft Windows              | 2007. december 3.    |
| Hunting Unlimited 2009                   | Microsoft Windows              | 2008. július 23.     |
| Euro Truck Simulator                     | Microsoft Windows, OS X        | 2008. augusztus 6.   |
| Hunting Unlimited 2010                   | Microsoft Windows              | 2009. július 7.      |
| 18 Wheels of Steel: Extreme Trucker      | Microsoft Windows              | 2009. szeptember 23. |
| German Truck Simulator                   | Microsoft Windows              | 2010. január 13.     |
| UK Truck Simulator                       | Microsoft Windows              | 2010. február 19.    |
| 18 Wheels of Steel: Extreme Trucker 2    | Microsoft Windows              | 2011. január 6.      |
| Trucks & Trailers                        | Microsoft Windows              | 2011. július 17.     |
| Scania Truck Driving Simulator: The Game | Microsoft Windows, OS X        | 2012. június 13.     |
| Euro Truck Simulator 2                   | Microsoft Windows, OS X, Linux | 2012. október 19.    |
| American Truck Simulator                 | Microsoft Windows, OS X, Linux | 2016. február 2.     |

## Fordítás
- Ez a szócikk részben vagy egészben  a   SCS Software című angol Wikipédia-szócikk ezen változatának fordításán alapul.  Az eredeti cikk szerkesztőit annak laptörténete sorolja fel. Ez a jelzés csupán a megfogalmazás eredetét és a szerzői jogokat jelzi, nem szolgál a cikkben szereplő információk forrásmegjelöléseként.